# Jerry Lynn
Jeremy Lynn (Minneapolis, 12 giugno 1963) è un ex wrestler statunitense sotto contratto con la All Elite Wrestling, dove svolge il ruolo di allenatore e producer.

## Biografia
Ha un passato importante nella Extreme Championship Wrestling e nella Total Nonstop Action.
Il 3 aprile 2009, durante la sua militanza nella Ring of Honor, ha sconfitto Nigel McGuinness diventando ROH World Champion.
Nell'agosto 2010, al pay-per-view Hard Justice, Jerry dovette rinunciare al match contro Rob Van Dam per un problema alla spina dorsale. A metà settembre viene operato alla schiena, ma la lunga convalescenza lo terrà lontano dai match per molti mesi.

## Carriera

### Inizi (1988–1991)
Lynn cominciò l'attività di lottatore di wrestling nel marzo 1988 in varie promozioni facenti parte del circuito indipendente statunitense in Minnesota e Michigan, una di queste fu la Pro Wrestling America, dove egli conquistò i titoli Heavyweight e Light Heavyweight. Quindi Lynn lottò nella World Wrestling Federation nel maggio 1989 come talento in via di sviluppo, perdendo con Rick Martel, e in coppia con Ray Brown perdendo contro Big Boss Man e Akeem poco tempo dopo quella stessa sera. Nel 1989 iniziò a lottare nella American Wrestling Association di Verne Gagne, dove per la fine del 1990, divenne l'ultimo sfidante al titolo AWA World Heavyweight Championship, detenuto da Larry Zbyszko, prima che Zbyszko lasciasse la compagnia per approdare nella World Championship Wrestling. Nel 1990 effettuò il primo viaggio in Giappone, dove lottò nella Universal Lucha Libre. Nel gennaio 1991 lottò nella United States Wrestling Association di Memphis e prese parte al torneo per l'assegnazione dell'USWA Southern Heavyweight Championship; fu sconfitto da Tony Anthony nel primo round.

### World Championship Wrestling (1995–1997)
Nel settembre 1995 entrò nella World Championship Wrestling, alternando combattimenti con il suo vero nome ad altri con l'identità del suo alter ego mascherato Mr. J.L. Lottò contro vari wrestler messicani e con Chris Benoit, Dean Malenko, Eddie Guerrero, Sabu, Chris Jericho e Alex Wright. Il 18 dicembre 1995 ebbe un infortunio e si ruppe un braccio, durante un match contro Dean Malenko, che sarebbe andato in onda una settimana dopo a Nitro la sera di Natale.
Nel maggio 1996, come Mr. J.L. andò nella New Japan Pro-Wrestling (NJPW), rappresentando la WCW per l'annuale Best of the Super Juniors League; si piazzò quinto nel gruppo A con due punti conquistati.
Uno dei suoi ultimi match si svolse a Clash of the Champions XXXIV, dove, insieme a Konnan e La Parka perse contro Chris Jericho, Super Calo e Chavo Guerrero Jr. in un six-man tag team; Eric Bischoff lo licenziò dalla WCW nel luglio 1997.

### World Wrestling Federation (1997)
Dopo aver lasciato la WCW, Lynn apparve nella WWF nell'agosto 1997 nella divisione light heavyweight della federazione, lottando solo in due incontri. Perse contro Taka Michinoku a Friday Night Main Event e sconfisse Steve Casey a WWF Shotgun Saturday Night.

### Extreme Championship Wrestling (1997–2001)

#### Primi anni (1997–1999)
Abbandonata la WWF, entrò nella Extreme Championship Wrestling (ECW), dove esordì come face all'evento As Good as It Gets del 20 settembre 1997, iniziando un feud con Justin Credible, anche lui esordiente. Formò poi un tag team con Tommy Rogers e i due ebbero una rivalità con Chris Candido & Lance Storm, venendo da loro sconfitti allo show Ultimate Jeopardy. Lynn debuttò in pay-per-view a November to Remember, dove salvò Rogers da un'aggressione da parte di Candido e Storm. Lynn sconfisse Chris Candido all'evento 1998 House Party. Poi formò un altro tag team con Chris Chetti per scontrasi con The Full Blooded Italians (Little Guido & Tracy Smothers), che Lynn e Chetti sconfissero sia a Hostile City Showdown sia a Living Dangerously.
In seguito ebbe una serie di match con Justin Credible, e poi un feud con Lance Storm e Mikey Whipwreck.

#### Faida con Rob Van Dam e World Heavyweight Champion (1999–2001)
Terminata la rivalità con Lance Storm, Lynn sfidò Rob Van Dam per il titolo ECW World Television Championship all'evento Living Dangerously del 1999. Il finale del match vide prevalere Lynn che così conquistò il titolo (il limite di tempo massimo fissato per l'incontro era scaduto e l'arbitro decise di dichiarare vincitore Lynn). Nonostante la vittoria, egli chiese di far ripartire il match per ulteriori cinque minuti supplementari, ma fu schienato da Van Dam dopo una Five-Star Frog splash. Anche se era stato infine sconfitto, Lynn cominciò ad autoproclamarsi "The New F'N Show", prendendo in giro il soprannome di Van Dam, "The Whole F'N Show", dichiarando inoltre che sarebbe stato lui il wrestler a strappargli il titolo. Anche se ricevette numerose altre opportunità titolate con Van Dam, non riuscì a vincere il titolo  prima che Van Dam venisse privato della cintura dopo aver subito una vera frattura alla caviglia. Più o meno nello stesso periodo, anche Lynn subì una frattura alla caviglia, che lo mise fuori combattimento. Al ritorno dall'infortunio, sfidò Van Dam in un altro match a Hardcore Heaven, riuscendo a sconfiggerlo grazie all'interferenza di Scotty Anton.
Il 1º ottobre 2000 all'evento Anarchy Rulz, sconfisse Justin Credible conquistando l'ECW World Heavyweight Championship. Restò campione per un mese, prima di essere sconfitto da Steve Corino. Lynn incolpò i fan e la dirigenza ECW per averlo messo in una situazione spiacevole all'evento November To Remember, sostenendo che gli avevano fatto perdere il titolo intenzionalmente per favorire il loro nuovo ragazzo d'oro, Steve Corino. Lynn successivamente si alleò con l'ex rivale Cyrus, che sarebbe diventato il suo manager dopo November To Remember e affermò che Cyrus era l'unico nella ECW a riconoscere la sua grandezza. Al pay-per-view Guilty as Charged nel 2001, nel main event della serata fu sconfitto da Rob Van Dam.

### World Wrestling Federation (2001–2002)
A seguito del fallimento della ECW nell'aprile 2001, Lynn viene assunto dalla WWF. Debutta in TV il 29 aprile 2001 a Sunday Night Heat, dove sconfigge Crash Holly conquistando il Light Heavyweight Championship. Detenne la cintura per 37 giorni difendendola dagli assalti di Crash Holly, Taka Michinoku, Dean Malenko, Essa Rios, Christopher Daniels, Grandmaster Sexay e altri. Alla fine fu sconfitto da Jeff Hardy che gli tolse il titolo. Ebbe anche un notevole match con Rob Van Dam per il WWF Hardcore Championship durante il suo periodo di permanenza nella federazione prima di essere licenziato nel febbraio 2002, a seguito di un infortunio al ginocchio.

### NWA: Total Nonstop Action (2002–2007)

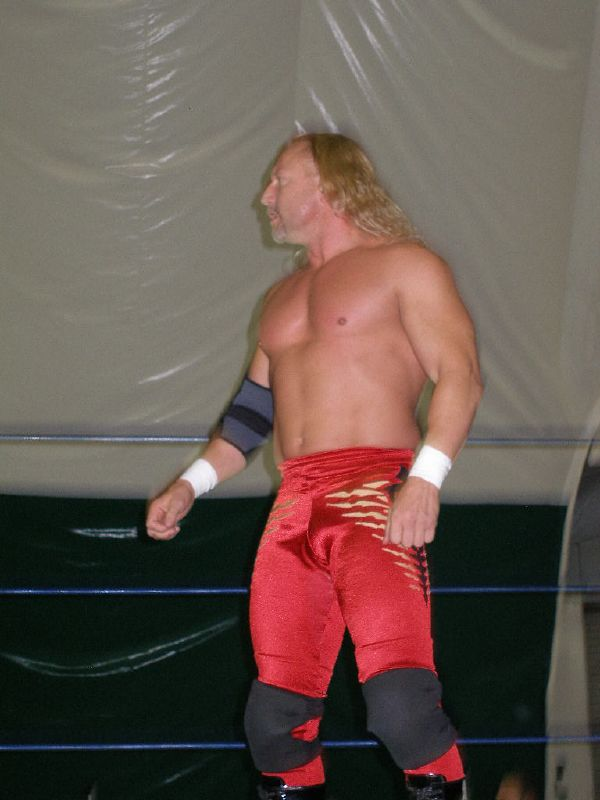
Lynn nel 2007

### Ritorno in TNA (2010–2011, 2013)
Ritorna in TNA nella puntata del 23 giugno 2011 per affrontare Rob Van Dam a Destination X, rinviando così di un anno il match che doveva disputarsi ad Hard Justice 2010. Dopo aver perso il match, inizia un feud con Rob Van Dam che li porta ad un incontro a Bound for Glory, venendo di nuovo sconfitto.

## Personaggio

### Mosse finali
- Lynnbaster (Cradle Pilderiver) (ECW)
- Jerry Extreme (Tornado DDT)

## Titoli e riconoscimenti
- Extreme Championship Wrestling
  - ECW World Heavyweight Championship (1)
- Global Wrestling Federation
  - GWF Junior Heavyweight Championship (1)
- Ring of Honor
  - ROH World Championship (1)
- Total Nonstop Action Wrestling
  - TNA X Division Championship (2)
  - TNA World Tag Team Championship (2) - 1 con Amazing Red e 1 con AJ Styles
- World Wrestling Federation
  - WWF Light Heavyweight Championship (1)
- Pro Wrestling Illustrated
  - 392º tra i 500 migliori wrestler singoli nella PWI 500 (1991)